# Agarista
Agarista en (griego Αγαρίστη) era hija de Clístenes, tirano de Sición (siglo VI a. C.).
Para casar a su hija Clístenes ideó un concurso. Los doce pretendientes eran de linaje aristocrático y vinieron de casi todos los países griegos.
Él los sometió a todo tipo de pruebas y durante un año no dejó de deslumbrarlos con su riqueza y generosidad. Entre los candidatos destacaban dos: Megacles II, hijo de Alcmeón, e Hipoclides, hijo de Tisandro.
Para elegir a uno de ellos Clístenes representó una gran borrachera, portándose Megacles de forma correcta mientras que Hipoclides bebió lo indecible, bailó libidinosamente y enseñó sus partes.
Finalmente se decidió por Megacles II de Atenas, jefe de los alcmeónidas e hijo de Alcmeón, que a su vez era hijo de Megacles I. Le concedió a su hija «según las leyes atenienses», con la cual engendró a Hipócrates y a Clístenes II, (el introductor de la democracia ateniense), que llevó el nombre de su abuelo, como era costumbre.
Es así, cuenta Heródoto, como se hicieron ilustres los Alcmeónidas. Por otra parte, nada más hay en las fuentes clásicas sobre Agarista, por lo cual esta es toda la información disponible sobre su vida.